# هورنبوک
هورنبوک (به لاتین: Hornbæk) یک منطقهٔ مسکونی در دانمارک است که در Helsingør Municipality واقع شده‌است. هورنبوک ۵٬۳۳۴ نفر جمعیت دارد.